# Campionati mondiali di ginnastica artistica 2013 - Corpo libero maschile

## Risultati
| Pos.    | Ginnasta         | Nazione       | Punteggio di partenza | Punteggio della giuria | Penalità | Totale |
| ------- | ---------------- | ------------- | --------------------- | ---------------------- | -------- | ------ |
| Oro     | Kenzō Shirai     | Giappone      | 7,400                 | 8,600                  | -        | 16,000 |
| Argento | Jacob Dalton     | Stati Uniti   | 6,700                 | 8,900                  | -        | 15,600 |
| Bronzo  | Kōhei Uchimura   | Giappone      | 6,400                 | 9,100                  | -        | 15,500 |
| 4       | Daniel Purvis    | Gran Bretagna | 6,500                 | 8,900                  | -        | 15,400 |
| 5       | Diego Hypólito   | Brasile       | 6,900                 | 8,466                  | -        | 15,366 |
| 5       | Steven Legrende  | Stati Uniti   | 6,800                 | 8,566                  | -        | 15,366 |
| 7       | Fabian Hambüchen | Germania      | 6,500                 | 8,800                  | -        | 15,300 |
| 8       | Scott Morgan     | Canada        | 6,400                 | 8,433                  | -        | 14,833 |